# 泰朗·明斯
泰朗·迪安·明斯（英語：Tyrone Deon Mings；1993年3月13日—），英格蘭職業足球員，司職中後衛，目前效力於英超俱樂部阿斯顿維拉，代表英格蘭足球代表隊參加國際比賽。

## 職業生涯

### 早年
明斯於2001年以8歲之齡加入修咸頓青訓系統，惟於2009年由於球會削減青訓預算而遭放棄。他其後在非聯賽中打滾一段短時期。
在离开南安普敦后，他随后两年加盟了萨默塞特郡的米尔菲尔德学校，在此获得了足球奖学金。在离开学校后，明斯签约了格洛斯特郡的非联赛俱乐部耶特城。2012 年夏天，他一度考虑退役，但最终签约了英格兰足球南部联赛俱乐部切本哈姆城，代表家乡球队出战。

### 伊普斯威奇鎮
2012年12月13日，明斯簽約加盟英冠的伊普斯威奇鎮，據報費用僅為1萬英鎊。他於2012/13年球季煞科日對般尼首次登場。翌季明斯由於被罰停賽而獲得兩場正選上陣機會，其後逐漸鞏固其一隊席位，整季在各項賽事上陣18場。
2014年夏季轉會窗關閉日英超球會水晶宮出價求購明斯，但因葉士域治的標價250萬英鎊過高而拉倒。

### 阿斯頓維拉
他于 2019 年 2 月 2 日对阵雷丁队的比赛中完成了加盟阿斯顿维拉队的首秀。比赛当中出现了争议，原因是明斯在争球后踩在了雷丁前锋尼尔森▪奥利维拉的脸上。奥利维拉由于前额和鼻子出现深度创伤而被迫离场。
明斯随后进行了道歉，反复强调自己并非有意的。当值主裁杰夫▪埃尔特林厄姆看到了事发全程，认定这一事件纯属意外，因此并未对明斯进行追罚。明斯在 2019 年 2 月 8 日代表阿斯顿维拉出战的第二场比赛中收获了来到球队后的首粒进球。他在主场面对谢菲尔德联队的比赛中在第 82 分钟收获了这一进球。
阿斯顿维拉当时以3-0大比分落后，但他们最终逆风翻盘，顽强地追成了3-3的平局。尽管维拉队这一时期的状态不佳，但明斯保持了杰出的表现，虽然他从伯恩茅斯队加盟阿斯顿维拉时日尚短，却迅速成为了深受球迷喜爱的球员。
维拉队在杰克▪格拉利什伤愈复出后扭转了颓势，强势获得了一波 10 连胜，其间在第五场比赛当中，明斯攻入了制胜进球，帮助球队 2-1 战胜了布莱克本。
2019 年 5 月 27 日，明斯在 2018 - 2019 赛季英冠联赛升级附加赛中帮助维拉队以 2-1 击败了德比郡，成功升入了下赛季的英超联赛。明斯于 2019 年 7 月 8 日与阿斯顿维拉签订了永久合约。合约基础金额据信达到了 2000 万英镑之多，而根据附加条款，最高可达到 2500 万英镑之多。
在英国政府宣布从 2020 年 6 月 17 日起恢复体育赛事，而英超联赛宣布各支球队作为“项目重启”计划的一部分回归之后，明斯表示球员的意见从未得到尊重，只是被当做“比赛中的商品”来对待。
2020 年 9 月 21 日，明斯与阿斯顿维拉签订了一份为期四年的新合约。在前任队长杰克▪格拉利什离队后，阿斯顿维拉于 2021 年 8 月 14 日宣布明斯担任球队的新任队长，明斯曾在 2020 - 2021 赛季下半程格拉利什受伤期间担任过球队的临时队长。
明斯於2019年7月8日買斷加入阿斯顿維拉。這筆費用據信最初為2000萬英鎊，附加費用可能達到2500萬英鎊。

## 国际职业生涯
除了有资格代表英格兰外，明斯还可以通过他的祖父母代表巴巴多斯。他的父亲阿迪在自己的职业生涯中拒绝了巴巴多斯的征召。2019年8月，明斯首次入选英格兰国家队，成为2020年歐洲國家盃外圍賽对阵保加利亚和科索沃的一员。2019年10月，明斯在客场对阵保加利亚的0-6胜利中获得了他的首次英格兰国家队出场机会，全场比赛都有他上场。这场比赛被保加利亚球迷的种族主义口号掩盖，明斯向队长哈里·凯恩报告了这一情况，随后凯恩向裁判报告。这激活了标准的UEFA协议，基本上制止了种族歧视口号的发出。
2021年6月，明斯入选英格兰队参加2020年歐洲足球錦標賽比赛。他在6月13日在温布利的开幕小组赛中首发出场，帮助英格兰在1-0击败克罗地亚的比赛中保持了清零比分。他还在6月18日对阵苏格兰的比赛中首发出场，再次帮助英格兰保持了0-0的平局。在6月22日对阵捷克共和国的最后一场小组赛中，他在下半场替补上场，英格兰以1-0的比分获得小组D的第一名，从而晋级淘汰赛。
在决赛中以点球大战失利给意大利后，三名英格兰球员马库斯·拉什福德、贾登·桑乔和布卡约·萨卡在点球大战中失误后遭受了网络种族主义的谩骂。内政大臣普里蒂·帕特尔在推特上发文表示自己对此感到"恶心"。随后，明斯在推特上回应她，指责她在此前谴责球员们在比赛开始前的跪拜示威反种族主义行动时将其称为"姿态政治"，并声称球迷有权对此表示反对。明斯的完整推文如下："你不可以在比赛开始时将我们的反种族主义行动称为'姿态政治'，然后在我们正为此事进行抗议时，假装对此感到恶心。"
2021年11月15日，明斯在2022年國際足協世界盃外圍賽中客场以10-0的比分击败圣马力诺取得了他的首个国家队进球。

## 個人生活
他的祖父祖母來自巴巴多斯，在球場外，明斯以慷慨的行為而著名，於2013年聖誕日他與女友向無家者派送食物。
隨著轉投後，明斯改穿他遺下的「3」號球衣，他提出出資為季前購買印有他舊背號「15」的球衣的兩名球迷購買新球衣。

## 生涯數據

### 俱樂部
最後更新：2021年5月23日
| 俱樂部            | 賽季     | 聯賽                     | 聯賽 | 聯賽 | 英格蘭足總盃 | 英格蘭足總盃 | 英格蘭聯賽盃 | 英格蘭聯賽盃 | 其他 | 其他 | 總計 | 總計 |
| 俱樂部            | 賽季     | 層級                     | 出賽 | 進球 | 出賽         | 進球         | 出賽         | 進球         | 出賽 | 進球 | 出賽 | 進球 |
| ----------------- | -------- | ------------------------ | ---- | ---- | ------------ | ------------ | ------------ | ------------ | ---- | ---- | ---- | ---- |
| 奇彭納姆          | 2012–13  | 英格蘭足球南部聯賽超级组 | 10   | 0    | 0            | 0            | —            | —            | 3    | 0    | 13   | 0    |
| 伊普斯威奇鎮      | 2012–13  | 英格蘭足球冠軍聯賽       | 1    | 0    | 0            | 0            | —            | —            | —    | —    | 1    | 0    |
| 伊普斯威奇鎮      | 2013–14  | 英格蘭足球冠軍聯賽       | 16   | 0    | 2            | 0            | 0            | 0            | —    | —    | 18   | 0    |
| 伊普斯威奇鎮      | 2014–15  | 英格蘭足球冠軍聯賽       | 40   | 1    | 2            | 0            | 0            | 0            | 2    | 0    | 44   | 1    |
| 伊普斯威奇鎮      | 總計     | 總計                     | 57   | 1    | 4            | 0            | 0            | 0            | 2    | 0    | 63   | 1    |
| 伯恩茅斯          | 2015–16  | 英格蘭足球超級聯賽       | 1    | 0    | 0            | 0            | 1            | 0            | —    | —    | 2    | 0    |
| 伯恩茅斯          | 2016–17  | 英格蘭足球超級聯賽       | 7    | 0    | 1            | 0            | 1            | 0            | —    | —    | 9    | 0    |
| 伯恩茅斯          | 2017–18  | 英格蘭足球超級聯賽       | 4    | 0    | 0            | 0            | 1            | 0            | —    | —    | 5    | 0    |
| 伯恩茅斯          | 2018–19  | 英格蘭足球超級聯賽       | 5    | 0    | 0            | 0            | 2            | 0            | —    | —    | 7    | 0    |
| 伯恩茅斯          | 總計     | 總計                     | 17   | 0    | 1            | 0            | 5            | 0            | 0    | 0    | 23   | 0    |
| 阿斯頓維拉 (租借) | 2018–19  | 英格蘭足球冠軍聯賽       | 15   | 2    | —            | —            | —            | —            | 3    | 0    | 18   | 2    |
| 阿斯頓維拉        | 2019–20  | 英格蘭足球超級聯賽       | 33   | 2    | 0            | 0            | 3            | 0            | —    | —    | 36   | 2    |
| 阿斯頓維拉        | 2020–21  | 英格蘭足球超級聯賽       | 36   | 2    | 0            | 0            | 1            | 0            | —    | —    | 37   | 2    |
| 阿斯頓維拉        | 2021-22  | 英格蘭足球超級聯賽       | 36   | 1    | 1            | 0            | 0            | 0            | —    | —    | 1    |      |
| 阿斯頓維拉        | 2022-23  | 英格蘭足球超級聯賽       | 35   | 1    | 0            | 0            | 2            | 0            | —    | —    | 37   | 1    |
| 阿斯頓維拉        | 總計     | 總計                     | 155  | 8    | 1            | 0            | 6            | 0            | 3    | 0    | 165  | 8    |
| 生涯總計          | 生涯總計 | 生涯總計                 | 239  | 9    | 6            | 0            | 11           | 0            | 8    | 0    | 264  | 9    |

1. ↑  於英格蘭足總錦標2次出賽,英格蘭南區足球聯賽盃（英语：Southern Football League Cup (England)）1次出賽
2. 1 2  於英冠附加賽（英语：EFL Championship play-offs）出賽

### 國家隊
最後更新：2021年11月15日
| 國家隊 | 年分 | 出賽 | 進球 |
| ------ | ---- | ---- | ---- |
| 英格蘭 | 2019 | 2    | 0    |
| 英格蘭 | 2020 | 5    | 0    |
| 英格蘭 | 2021 | 9    | 1    |
| 英格蘭 | 2022 | 1    | 1    |
| 總計   | 總計 | 17   | 2    |

## 榮譽

### 俱樂部
阿斯頓維拉
- 英格蘭足球冠軍聯賽附加賽冠軍：2019[36]
- 英格蘭足球聯賽盃亞軍：2019–20（英语：2019–20 Aston Villa F.C. season）[37]

### 國家隊
英格蘭
- 歐洲國家盃亞軍：2020[38]

## 外部連結
- 足球数据库：泰朗·明斯的球员统计数据
- Soccerway資料庫：泰朗·明斯